# José Santamaría
José Emilio Santamaría Iglesias (31. července 1929, Montevideo) je bývalý fotbalista a trenér. Reprezentoval dvě země, Uruguay a Španělsko. Hrával na postu obránce.
Za uruguayskou fotbalovou reprezentaci odehrál 20 utkání, za španělskou 16. V dresu Uruguaye hrál na mistrovství světa roku 1954. Uruguay skončila na čtvrtém místě. Díky svým výkonům na tomto šampionátu byl federací FIFA zpětně zařazen do týmu all stars turnaje. Za Španělsko hrál na světovém šampionátu roku 1962.
S Realem Madrid vyhrál čtyřikrát Pohár mistrů evropských zemí (1957/58, 1958/59, 1959/60, 1965/66). Roku 1960 s ním získal Interkontinentální pohár. Stal se s ním šestinásobným mistrem Španělska.
Roku 1961 se v anketě o nejlepšího fotbalistu Evropy Zlatý míč umístil 10.
Po skončení hráčské kariéry se stal trenérem, vedl dlouhá léta španělský národní tým (1971–1977, 1980–1982), a to i na mistrovství světa roku 1982.